# Rushen Abbey

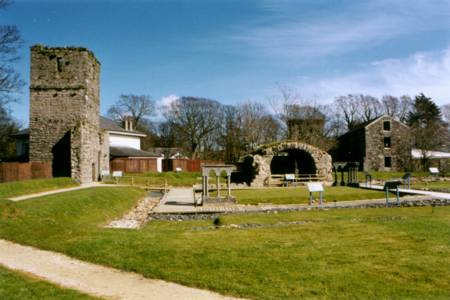
Klostret Rushen Abbey.

Rushen Abbey var ett av cisterciensordens kloster på Isle of Man. Det var beläget mellan Castletown och Ballasalla. Klostret grundades på 1100-talet och övergavs på 1500-talet på grund av avskaffandet av kloster väsendet. Runt år 1900 blev ruinerna av klostret en populär turistatraktion och berömt för att det serveras smultron och grädde i klostrets trädgård. Efter andra världskriget glömdes klostret bort tills Manx National Heritage övertog det i maj 1998.
Nu har klostret fått en ny byggnad som berättar om klostrets och bygdens historia. Ruinerna av klostret har blivit restaurerad och stigar har blivit gjorda för att besökare ska få en bättre blid av ruinerna. Man kan besöka klostret mellan april och oktober.